# Pachet
Pachet est une autre appellation de la déesse Pakhet signifiant « la Déchireuse ». C'est l'une des nombreuses lionnes du panthéon égyptien, image et protection du pharaon.
Pachet est représentée sous la forme d'une lionne et est une émissaire du dieu Rê dans l'extinction de la race humaine. Elle peut donc être confondue avec la vache céleste Hathor-Sekhmet-Bastet (toutes trois filles de Rê). Pachet était une déesse terrifiante.
Une autre appellation est « Celle qui ouvre les voies des pluies orageuses », qui se rapporte probablement aux inondations soudaines dans la vallée étroite, qui se produisent lors des orages dans la région.
On devait s'en méfier car elle pouvait détruire l'Égypte si elle le voulait et un temple fut construit en son honneur à l'embouchure d'un cours d'eau, à Beni Hassan. Ce temple s'appelle le Spéos Artémidos et fut embelli par de nombreux souverains.
Au lieu d'être une simple protectrice domestique contre la vermine et les créatures venimeuses ou une guerrière féroce, elle était une chasseresse, peut-être sous la forme d'un caracal, qui errait seule dans le désert la nuit à la recherche d'une proie, gagnant ainsi le titre de « Chasseuse de nuit à l'œil vif et à la griffe pointue ». Cet aspect désertique l'a amenée à être associée aux tempêtes du désert, tout comme Sekhmet. Elle est aussi la protectrice de la maternité, comme Bastet.

## Temples

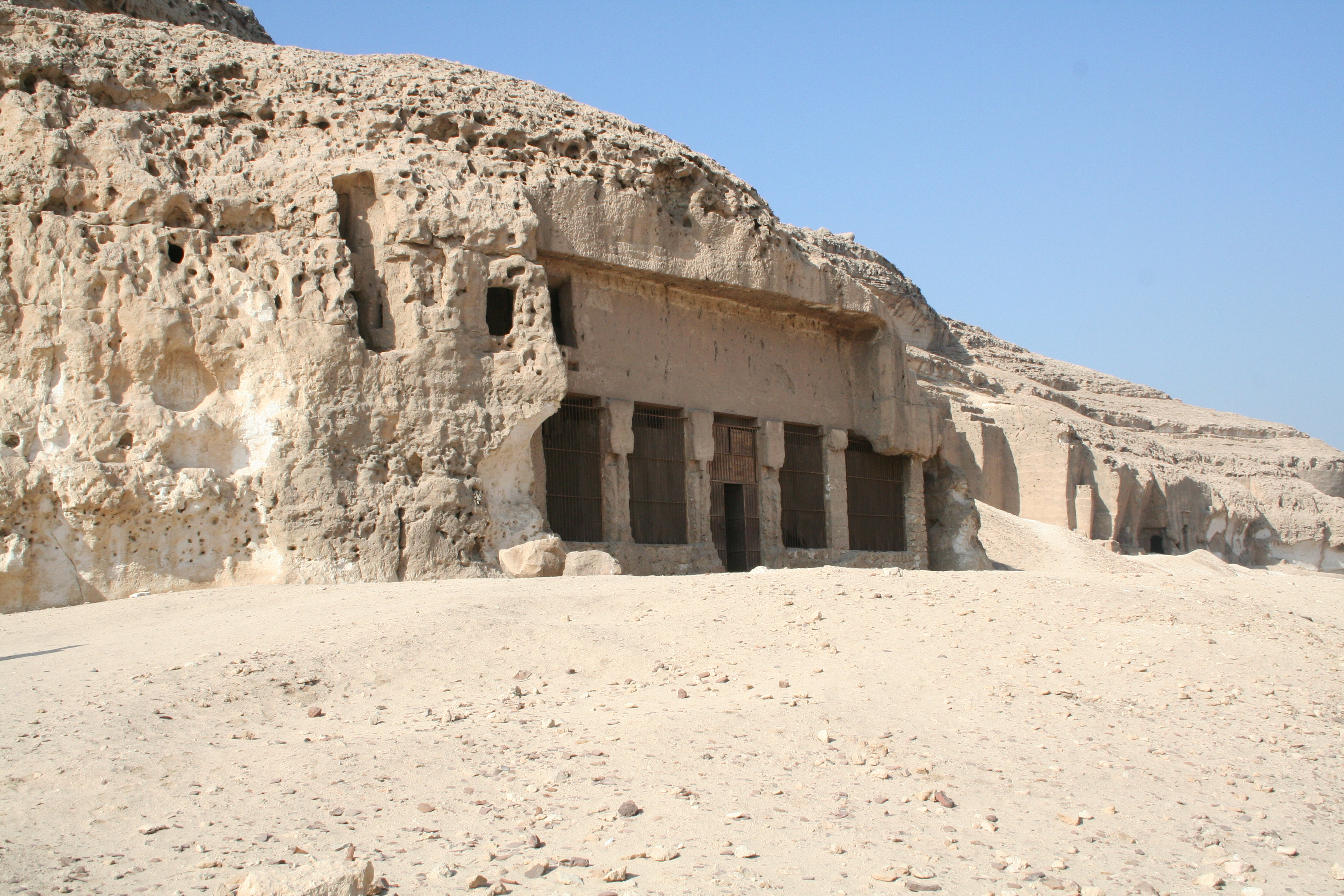
Le temple de Pachet taillé dans la roche par Hatchepsout au Spéos Artémidos.

Le temple le plus célèbre de Pachet est un sanctuaire souterrain et caverneux construit par Hatchepsout près d'Al-Minya, parmi trente-neuf tombes anciennes de nomarques du Moyen Empire du Nome de l'Oryx, dans une zone où il existe de nombreuses carrières. Cette région se trouve au centre de l'Égypte, sur la rive orientale du Nil. Une tombe sur la rive est n'est pas traditionnelle (contrairement à l'ouest qui l'était), mais le terrain à l'ouest était plus difficile. Un temple plus ancien dédié à cette déesse à cet endroit est connu mais n'a pas survécu. Hatchepsout est connue pour avoir restauré les temples de cette région qui avaient été endommagés par les envahisseurs Hyksôs.
Ses remarquables catacombes ont été fouillées. Un grand nombre de chats momifiés y ont été trouvés enterrés. On pense que beaucoup d'entre eux ont été amenés sur de grandes distances pour être enterrés de manière cérémoniale lors de rituels au centre de culte. Certaines références associent cette déesse à Pachet-Oueret-Hekaou, (Oueret Hekaou signifiant celle qui a une grande magie), ce qui implique une association avec une déesse comme Hathor ou Isis. La présence de nombreux faucons momifiés sur le site renforcerait l'association avec Hathor qui était la parèdre (compagne, porteuse de la polarité féminine) d'Horus, le faucon, le pharaon et le soleil.
Sa nature de chasseuse a conduit les Grecs, qui ont ensuite occupé l'Égypte pendant trois cents ans, à identifier Pachet à Artémis. Par conséquent, le temple leur est devenu connu sous le nom de Spéos Artémidos (grotte d'Artémis), un nom qui persiste même si Artémis n'est pas une déesse égyptienne. Les Grecs ont tenté d'aligner les divinités égyptiennes sur les leurs, tout en conservant les traditions de la religion égyptienne. Plus tard, l'Égypte a été conquise par les Romains, juste après l'an 30 de notre ère, qui ont conservé de nombreux noms de lieux grecs. Les chrétiens et d'autres sectes religieuses ont occupé certaines parties du site pendant la période romaine. Les noms de lieux arabes ont été établis après le VIIe siècle.
Hatchepsout et sa fille Néférourê ont été identifiées comme les bâtisseurs d'un plus petit temple dédié à Pachet à proximité, qui a été défiguré par les pharaons suivants. Il fut achevé sous le règne d'Alexandre II et s'appelle désormais « Spéos Batn el-Bakarah ».

## Incantation dans les textes des sarcophages
La traduction de Raymond Oliver Faulkner des textes des sarcophages, « Sortilège 470 » est la suivante :
Ô Toi de l'aube qui te réveille et qui dors,

Ô vous qui êtes dans la mollesse, habitant autrefois Nedit,

Je suis apparu en tant que Pachet la Grande,

dont les yeux sont vifs et les griffes acérées,

la lionne qui voit et attrape la nuit...
— Faulkner, « Sortilège 470 »

## Représentation artistique
Dans l'art, elle est représentée comme une femme à tête de félin ou comme un félin, souvent représenté en train de tuer des serpents avec ses griffes acérées. La nature exacte du félin varie entre un chat sauvage du désert, plus proche de Bastet, et un caracal, une sorte de petit lynx du désert au caractère très agressif, rapprochant alors davantage Pakhet de Sekhmet, la déesse à tête de lionne avec laquelle il convient cependant de ne pas la confondre.